# Критика заперечення Голокосту
Ревізіонізм Голокосту (заперечення Голокосту) - це напрям у науці, прихильники якого заперечують факти масового знищення євреїв нацистами в роки Другої світової війни. Екстерміністи, також називають ревізіоністів «заперечувачами» та «редукціоналістами». Рецензенти з наукового світу зазвичай ігнорують праці ревізіоністів Голокосту.
Більшість професійних істориків відкидає заперечення Голокосту як ненаукову і пропагандистську діяльність. Критики відзначають, що ревізіоністи ігнорують наукові методи досліджень, а також часто сповідують антисемітські, та неонацистські погляди. У зв'язку з тим, що ревізіоністи висувають тези про масові підробки, масштабні фальсифікації і приховування фактів на користь євреїв, заперечення Голокосту вважається конспірологічною теорією.

## Мета і завдання ревізіоністів
Колишній російський державний діяч Альфред Кох вважає, що головним завданням сучасних ревізіоністів є обґрунтування нижчої цифри єврейських жертв.
Критики заперечення Голокосту вважають, що скептики переслідують не наукові, а політичні цілі. Зокрема метою заперечення є реабілітація нацизму, пропаганда антисемітизму та антиізраїльських настроїв. Неонацисти використовують ревізіонізм як унікальну можливість реабілітувати націонал-соціалізм.
Ревізіоністська пропаганда має антисемітську спрямованість. Основний концептуальний посил ревізіонізму — бажання будь-якою ціною реабілітувати німецький фашизм, представити його «адекватним» політичним рухом, який «безсоромно оббрехали цинічні переможці», які нібито вели війну нітрохи не більше, а можливо і менш гуманно. Виходячи з цієї точки зору, єдиний адекватний діалог з ревізіоністами має вестися тільки на мові Кримінального кодексу.
На питання: «Що буде, якщо Голокост визнають міфом?» ревізіоніст О. Платонов дає відповідь, яка наочно демонструє справжні цілі заперечувачів Голокосту:
- зросте «хвиля негативного ставлення до євреїв»,
- відбудеться ізоляція Ізраїлю,
- відродяться «націоналістичні настрої» у Німеччині,
- націоналізм стане знов легітимним,
- відбудеться дискредитація демократичних влади і в Німеччині і в інших країнах.

Деякі екстерміністи вважають, що «ревізіоністи з близької відстані справляють враження майже поголовно психічно хворих людей, чий зсув по фазі стався виключно на ґрунті антисемітизму».
В Американському меморіальному музеї Голокосту вважають, що мета заперечувачів Голокосту на Заході чисто політична: вони хочуть реабілітувати нацизм і фашизм у цілому, і, особливо, Адольфа Гітлера, а також пропагувати антисемітизм і антиізраїльські настрої. Заперечення Голокосту в арабському і мусульманському світі має на меті, в першу чергу, підривання тієї ідеї, яка сприймається як потужне виправдання існування Ізраїлю.
Екстерміністи також вважають, що ревізіоністи намагаються взяти реванш за програш націонал-соціалізму, також вони „перш за все хочуть вирішити «єврейське питання», засмучені тим, що Третьому рейху так і не вистачило часу на це“.

## Аргументація істориків-ревізіоністів
Аргументація ревізіоністів ґрунтується на чотирьох «китах»:
1. доказ недостовірності показань свідків;
2. технічні дані про неможливість функціонування таборів смерті;
3. аналіз еміграційної статистики;
4. викриття витоків «міфу про Голокост» у військовій пропаганді[1].

## Полемічні прийоми ревізіоністів
Критика використання свідчень очевидців як доказів — найсильніша сторона ревізіоністських авторів. Дійсно, багато розповідей тих, що вижили в'язнів містять малоправдоподібні подробиці або ж відомості, що живляться чутками. Це звичайна особливість жанру «усної історії», про що можна прочитати в будь-якому якісному посібнику з джерелознавства.
Для дослідника, який заздалегідь ставить перед собою мету прийти до певного висновку, кропітка обробка документів «усної історії» — зайва трата часу. На підставі одного-двох перебільшень у спогадах очевидця робиться висновок про брехню всієї розповіді, на підставі двох-трьох подібних свідоцтв недостовірними оголошуються всі оповідання пережили катастрофу. У ревізіоністів є кілька «улюблених» спогадів, викриття яких кочує з книги в книгу. "Дивіться!", - кричать ревізіоністи, розмахуючи ними; "на підставі чого будується вся звинувачувальна база проти нацистів!". Подібні невиправдані узагальнення — основний полемічний прийом заперечувачів Голокосту.
Як приклад можна навести «спростування» спогадів Рудольфа Врба. Ревізіоністи оголосили його багате подробицями свідоцтво про газові камери Освенцима повністю вигаданим через те, що він переплутав дату візиту до концтабору Гіммлера. Зізнання ж самих нацистських злочинців, що буяють описами власних і чужих звірств, ревізіоністи оголошують вибитими під тортурами або просто сфальсифікованими.
Ще одним аспектом у запереченні Голокосту є прояв «культу Гітлера», що розповсюджується серед нинішнього покоління.
Авторам наукових книг про Голокост «ставиться в провину», що вони нібито стверджують, що «єврейський народ постраждав більше за всіх» в роки війни.
Багато своїх ідей російські ревізіоністи черпають з радянської антисіоністської літератури 1960—1980-х років. Сучасні автори, більш ніж у 10 разів зменшуючи кількість жертв, також приписують «сіоністам» відповідальність за вбивства євреїв, стверджують, що «сіоністи» співпрацювали з нацистами, відправляючи «непотрібних» євреїв до концтаборів.
Екстерміністи вважають, що у цілому ревізіоністи добре володіють жанром публіцистики і чисто логічних протиріч у їхніх роботах небагато, але робота з фактами не витримує ніякої критики. Так, спільними для всіх заперечувачів методами роботи є висмикування фраз з контексту, завзяте ігнорування «незручних» фактів і виклад недостовірних, експлуатація одних і тих же уявних суперечностей з роботи в роботу і т. д. Читач виявляється похований під купою сфальсифікованих цифр і фактів, з-під якого без належного знання історіографії Голокосту читачу поодинці - не вибратися.
На думку дослідників Голокосту, заперечувачі Голокосту, під личиною розумної людини, поширювали брехню і недостовірну інформацію, яка видається розумною необізнаному читачеві.
П. Полян в роботі «Заперечення і геополітика Голокосту» виділяє важливу особливість заперечувачів: вони патологічно серйозні. Як гієни, стверджує Полян, вони риються в текстах і свідченнях, шукаючи в них будь-яку, в їх розумінні, «слабке місце». І якщо щось «підхоже» раптом знаходиться, то, наче зграя піраній — дружно, хижо і радісно вони накидаються на уявну легку здобич. Якщо хтось з очевидців подій розповідав, що бачив у Треблінці цілу гору взуття заввишки 40 метрів, то можна не сумніватися, що незабаром з'являться викривальні статті з графіками, кресленнями, розрахунками та їдкими жартами в яких буде доведено, що така споруда є неможливою. Тому Полян робить висновок, що така стилістика і така аргументація   — з арсеналу пропагандистів, а не на науковців.

## Технічні характеристики засобів знищення
Інший пласт доказів, що використовується ревізіоністами — це технічні характеристики засобів знищення. Ґрунтуючись на так званій «експертизі Лейхтера», ревізіоністи стверджують, що ніякого масового знищення в газових камерах Освенцима не могло бути: камери не пристосовані для накопичення газу (двері і вікна не мають належної ізоляції, відсутня вентиляція), в таборових крематоріях технічно неможливо було знищити скільки-небудь значну кількість жертв і, нарешті, під взятих зі стін пробах виявилося дуже мала кількість отруйних речовин.
Згадану ревізіоністами експертизу перевірили вчені і знайшли в ній значне число натяжок і грубих помилок. Більшість її висновків було спростовано. Приміщення камер не збереглися в незмінному вигляді; ніхто не дбав про здоров'я працівників з зондеркоманд; розрахунки пропускної здатності печей крематорію сильно занижені, а крім того, упущені з уваги факти знищення трупів на вогнищах; довільно обчислені обсяги палива, необхідного для спалювання тіл тощо.
Деякі питання, підняті ревізіоністами в області функціонування знарядь знищення, дійсно викликають труднощі — наприклад, дані хімічного аналізу проб зі стін газових камер. Але не треба володіти спеціальними знаннями в області хімії або фізики, щоб зрозуміти, що ревізіоністи, воліючи заглиблюватися в специфічні подробиці, не здатні відповісти на головне питання, яке приходить в голову будь-якій розсудливій людині, якого намагаються переконати в міфічність Голокосту: де ж поділося все європейське єврейство?

## Документи про знищення

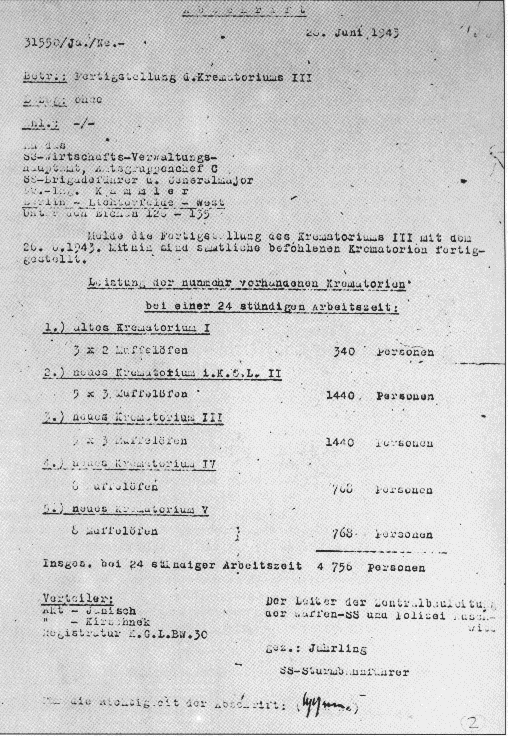
Записка надіслана у 1943 році генералу СС Каммлеру, із зазначенням скільки тіл може бути знищено в Аушвіці за 1 день — 4756

Представники традиційної точки зору на Голокост стверджують, що план винищення євреїв Європи існував, і керівники Третього рейху робили з цього приводу цілком однозначні висловлювання. Наприклад, у щоденнику Геббельса було записано:

| 14 лютого 1942: Фюрер ще раз висловив свою готовність безжально очистити Європу від євреїв. Тут не повинно бути ніякого педантичного сентименталізму. Євреї заслужили катастрофу, яка тепер з ними відбувається. Їх знищення буде йти разом зі знищенням наших ворогів. Ми повинні прискорити цей процес з холодною безжальністю. 27 березня 1942: Це досить-таки варварська процедура, і вона не буде тут описана в точності. Євреїв залишиться мало. У цілому, можна сказати, що близько 60 відсотків з них доведеться ліквідувати, і лише 40 відсотків можна використовувати як робочу силу[16]. |
При цьому за розрахунками самих нацистів, в Європі було 11 млн євреїв, а 60% від цього числа становить 6,6 млн.
Аналогічні однозначні висловлювання про цілеспрямоване і масове вбивство євреїв робили Гітлер, Гіммлер і безліч інших керівників нижчого рангу.

## Демографічні вишукування
Демографічні вишукування — найслабша ланка в ревізіоністських побудовах. Зрозуміло пояснити, куди могли випаруватися 6 мільйонів людей, скептики Голокосту не в змозі. Їхні припущення про кількість нелегальних і неврахованих емігрантів з Європи абсолютно фантастичні. Еміграція євреїв як до Америки, так і на Близький Схід рішуче припинялась, і вже 6 мільйонів чоловік ніяк не могли просочитися непоміченими.
Викриття ревізіоністами пропагандистського характеру народження «міфу про Голокост» має ті ж відмітні особливості, що і попередні. На підставі кількох справді сумнівних фотографій вони впевнено стверджують, що сама ідея Голокосту породжена військової пропагандою союзників.

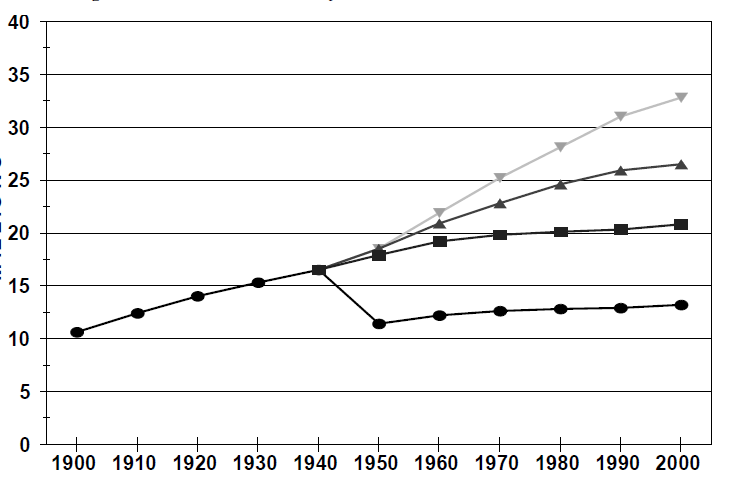
Єврейське населення світу в млн чол., розраховане без урахування впливу Голокосту. Три верхніх графіка — приблизні розрахункові сценарії, нижній — реальний. Джерело — Серджіо делла Пергола.

Демографічна проблема мало розглядається в роботах ревізіоністів і є однією з найслабших місць їх теорій, оскільки їм дуже складно знайти чітке пояснення, куди пропали з Європи мільйони євреїв — якщо вони не були вбиті.
Як стверджує Павло Полян, перша серйозна робота з перегляду демографічних даних по Голокосту була написана в 1958 році американським соціологом Френком Ханкінсом. Ця робота не була опублікована за життя автора і вийшла лише в 1983 році. Ханкінс не заперечував чисельність жертв. Основною тезою цієї роботи стало те, що за основну частину серед 6 мільйонів єврейських жертв несе відповідальність не Гітлер, а Сталін. Однак, як стверджує той же Полян, ніяких даних про масові антиєврейські репресії в СРСР не виявлено, в тому числі і після відкриття архівів.
У 1983 році письменник Волтер Сеннінг видав книгу «Зникнення євреїв Східної Європи» («Зникнення східно-європейського єврейства»). У ній він писав, що велика частина європейських євреїв зуміла нелегально, тобто в обхід офіційної статистики, бігти в СРСР, США і Палестину. Артур Батц заявив, що нібито вбиті євреї насправді вижили, але потім не відновили зв'язки зі своїми родичами.
Критики стверджують, що ніяких достовірних пояснень, куди саме були «переселені» від 5 до 6 мільйонів євреїв, заперечувачі Голокосту не наводять. Зокрема, Сеннінг, ігноруючи офіційні джерела, використовував в своїх розрахунках абсолютно недостовірні дані. З використовуваних джерел він обирав ті дані, які підтверджували його теорію, решту відкидав. Демограф Серджіо делла Пергола вказує, що результатом Голокосту стало катастрофічне зменшення чисельності єврейського населення — в цілому у світі, а не тільки на європейському континенті. Він відзначає, що частка єврейського населення у світі впала з 0,75% в 1939 році до 0,23% до початку XXI століття. За розрахунками Пергола, без Голокосту єврейське населення світу могло скласти до 1990 року за різними сценаріями від 20 до 31 мільйона чоловік. У реальності воно склало 13 млн.
Дослідники Голокосту стверджують, що статистика знищення євреїв існує і доступна, у тому числі у вигляді документів, складених органами СС. При цьому скептики ігнорують практично всі німецькі статистичні документи та звіти, включаючи дві доповіді представника Гіммлера доктора Ріхарда Корхера, який вже до 31 березня 1943 констатував скорочення єврейського населення Європи на 4,5 млн чоловік. За даними Меморіального музею Голокосту Яд ва-Шем, станом на грудень 2010 року чотири мільйона жертв ідентифіковані персонально.

## Розповсюдження аргументів

### Критика ревізіонізму
Критики ревізіонізму для пропаганди своїх аргументів відкривають спеціальні сайти, наприклад, «Суд над запереченням Голокосту» (Holocaust Denial on Trial) або «Проект Нізкор» (The Project Nizkor [Архівовано 2 грудня 2013 у Wayback Machine.]). Нізкор пропонує викриття загальних аргументів і методи аргументації ревізіоністів Голокосту. Там стверджується, що "пропаганда заперечення голокосту часто включає в себе тонкі спотворення і псевдонаукові конструкції, які не можуть бути очевидними, якщо не вивчити тему повністю. Ми розглянемо ці аргументи, спотворень і псевдонаучних висновків, вивчивши відповідні питання в деталях. На сайті «Суд над отрицанием Холокоста» проголошується «Хоча позиції руху заперечення були ослаблені перемогою професора Ліпштадт в судовому розгляді Ірвінг проти Ліпштадт, боротьба за правду та історію продовжується».
Місією сайту www.hdot.org є забезпечення постійного доступу до доказів, протоколів, судових рішень і документів апеляції, які допомогли виграти справу Девід Ірвінг проти Penguin Books UK і Дебори Ліпштадт.
Вебсайт Американського меморіального музею Голокосту [Архівовано 22 грудня 2015 у Wayback Machine.] створено «з метою дати можливість неупередженому читачеві виявити і відкинути брехню, перекручування фактів і вводять в оману інсинуації, що використовують заперечувачі Голокосту».
Критики заперечення холокосту вважають, що заперечники переслідують не наукові, а політичні цілі. Зокрема, на думку критиків, метою заперечувачів є реабілітація нацизму, пропаганда антисемітизму і антиізраїльських настроїв.
Представники традиційної точки зору на голокост стверджують, що:
- План винищення євреїв Європи існував, і керівники Третього рейху робили з цього приводу цілком однозначні висловлювання. Наприклад, у щоденнику Геббельса було записано:[27]

- 14 лютого 1942: Фюрер ще раз висловив свою готовність безжально очистити Європу від євреїв. Тут не повинно бути ніякого педантичного сентименталізму. Євреї заслужили катастрофу, яка тепер з ними відбувається. Їх знищення буде йти разом зі знищенням наших ворогів. Ми повинні прискорити цей процес з холодною безжальністю.
- 27 березня 1942: Це досить-таки варварська процедура, і вона не буде тут описана в точності. Євреїв залишиться мало. У цілому, можна сказати, що близько 60 відсотків з них доведеться ліквідувати, і лише 40 відсотків можна використовувати як робочу силу.

За розрахунками, які безпідставно приписують нацистам, самих нацистів, в Європі було 11 млн євреїв, а 60% від цього числа становить 6,6 млн.
Аналогічні однозначні висловлювання про цілеспрямоване і масове вбивство євреїв робили Гітлер, Гіммлер і безліч інших керівників нижчого рангу , але відсутній жодний документ, який міг би підтвердити це.
- Ніяких виразних пояснень, куди саме були «переселені» від 5 до 6 мільйонів євреїв, заперечувачами Голокосту не наведено[30].
- Статистика знищення євреїв існує і доступна, у тому числі у вигляді документів, складених органами СС. При цьому скептики ігнорують практично всі німецькі статистичні документи та звіти, включаючи дві доповіді представника Гіммлера та доктора Ріхарда Корхера, який вже до 31 березня 1943 констатував скорочення єврейського населення Європи на 4, 5 млн чоловік [31].
- Пояснення заперечувачів, що численні визнання нацистів були вимушеними [32], не витримують критики, оскільки ці визнання повторювалися також набагато пізніше, коли ніякого тиску на їх авторів вже не виявлялося, в тому числі як свідків — до кінця 1960-х років [16].
- Дослідження Лейхтера і інші, на які посилаються скептики, доводячи, що отруєння людей газом в Освенцимі не відбувалися, проведені з низкою методологічних помилок, які призвели до неправильних висновків. У 1994 році Краківський інститут судової медицини опублікував докладне дослідження ціанідів, присутніх у газових камерах Освенцима і Біркенау. Дослідження «підтвердило наявність похідних ціаніду в різних руїнах газових камер».[33]
- Заперечники занижують продуктивність нацистських крематоріїв. Посилання на процес громадянської кремації як на певне доказ того, що печі крематоріїв не могли спалити таке безліч тіл, являють собою помилкове порівняння, оскільки ніякої звичайної процедури цивільної кремації в даному випадку не було.[34].
- У записці, надісланій 28 червня 1943 в Берлін генералу СС Каммлеру, вказується кількість тіл, від яких можна було позбуватися за один день в Освенцімі — 4756 [35][36]. Фірма «Топф і сини», яка виробляла печі для крематоріїв, отримала в 1951 у патент, в якому говориться, що один муфель може кремувати один труп за півгодини.[37] Ще в 1941 Топф писав Гіммлеру:[38]

У кремаційних подвійних муфельних печах «Топф», що працюють на коксі, протягом приблизно 10 годин може бути проведена кремація 30-35 трупів. Згадане число трупів може спалюватися, не викликаючи перевантаження печі. Не біда, якщо за умовами виробництва кремація буде проводитися вдень і вночі

- Відомі численні факти про те, що такі відомі заперечники голокосту, як Девід Ірвінг [39], Ернст Цунделя [40][41] та інші тісно пов'язані з антисемітськими і неонацистськими організаціями [42], а також самі сповідують аналогічні погляди [43]. Вироком британського суду щодо Ірвінга встановлено, що він навмисно маніпулював історичними даними та документами, і що це було викликано його антисемітизмом [44][45].

Український історик, професор Ярослав Грицак зазначає, що Голокост — найбільш документована і глибоко досліджена подія у світовій історії:

Після війни тільки США реквізували з німецьких архівів стільки документів про Голокост, що якщо б їх викласти в одну лінію, то вона простяглася б на кілька десятків тисяч метрів. Якщо додати до цього інші архівні збірки, спогади жертв та свідків, документи судових розслідувань, кіно-фото-матеріали, то сміливо можна стверджувати, що жодне інша подія у світовій історії так добре не задокументовано, як історія винищення євреїв. До того ж вона і найкраще досліджена: 20 років тому кількість наукових монографій про Голокост склало 200 тисяч, а про один тільки концтаборі Освенцим видано понад 100 тисяч робіт …

Професор   Університету Невади у Лас-Вегасі 
Джон Циммерман  писав, що ідеї заперечувачів холокосту не сприймаються серйозно жодним відомим і шанованим істориком. Академічна наука відкинула заперечувачів і єдине на що вони можуть претендувати — це право на свободу слова. Їх авторитетність і значущість не вище, ніж у членів «Організації плоскої Землі» або у тих, хто вважає, що Джон Кеннеді не був убитий в Далласі тобто  Аналогічної думки дотримується ізраїльський історик Даніель Романовський, який говорить, що«заперечення Голокосту є окремий випадок сучасного заперечення науки взагалі».
Тим не менш, існує точка зору, що заперечення Голокосту приносить користь історичній науці. Той же Даніель Романовський робить застереження, що з деякими ревізіоністами слід вести академічну дискусію. Один з найбільших дослідників Голокосту Рауль Хільберг незадовго до смерті говорив, що «з антисемітами і заперечувачам холокосту не слід дискутувати, але іноді вони ставлять цікаві питання» . Політолог В'ячеслав Лихачов пише, що ревізіоністська критика дала привід ученим переглянути низку положень офіційної історіографії, переформулювати або дезавуювати хибні твердження.

### Ревізіонізм голокосту
Одним із способів розповсюдження поглядів ревізіоністів стало розміщення текстів у додатках до зовні респектабельним книжок. У деяких вузівських підручниках, в тому числі найбільших університетів Росії, про Голокост або взагалі не згадується, або йдеться про євреїв-військовополонених, колишніх не тільки в німецькому, але і в радянському полоні.
Наприкінці травня 2003 року був створений спеціальний Інтернет-ресурс «ревізіонізм голокосту» (автор і власник Н. В. Саламандров). За його словами, "ревізіоністський проєкт — довгостроковий освітній історичний некомерційний антидезінформаційний незалежний російський інформаційний ресурс. Ревізіоністський проект — це велике зібрання інтелектуальних праць аналітиків та істориків, релігійних та світських діячів, політиків і пересічних громадян, чия діяльність присвячена пошуку Правди, а так само звичайних інформаційних новин, що стосуються даної проблеми. Ревізіоністський проєкт — це протистояння всім фальсифікаторам історії. Це аргументована відсіч сіоністам, русофобам і расистам всіх мастей, в які б «мученицькі» або «гуманістичні» види одягу вони не виряджалися ". Матеріали з сайту М. Саламандрові надалі потрапляли на десятки сайтів націоналістичної спрямованості. Втім, у червні 2005 р. М. Саламандров з невідомої причини оголосив про консервацію проекту, хоча постійно продовжував додавати на сайт нові книги і відеоролики.
Також існує невеликий сайт «Міфічний Голокост», де викладені в основному посилання на сайти закордонних заперечують Голокосту. Матеріали заперечують Голокосту також досить часто розміщуються на наступних сайтах: Палестинський інформаційний центр, «Радіо Іслам», православне інформаційне агентство «Російська лінія», неоязичницький ресурс «Велесова слобода», сайти «Ліва Росія», «Русское небо» (православний), " Black Fire Pandemonium ", Російська НС-портал Brangolf і на ряді інших.
Більш небезпечно, втім, навіть не існування сайтів, що пропагують заперечення Голокосту, а те, що заперечення Голокосту стало неодмінною частиною ідеології та світогляду не тільки відвертих прихильників Гітлера, але й неоязичників, ультраправославних, монархістів і радикальних ісламістів. Багато хто з них вітали що лежать в руслі заперечення Голокосту виступу президента Ірану Махмуда Ахмадінеджада. Приміром, один з найвідоміших радикал-ісламістів Г. Джемаль заявив, що "з моральною дубиною Голокосту в руках дядько Сем поставив не одну Німеччину, а всю Європу на коліна, змусивши її каятися в гріху власного існування. Наступ на міф про Голокост, на недоторканну священну корову єврейської винятковості — хоча за допомогою саме цього Європу ламали на дибі 60 років тому — це посягання на весь демократичний національний істеблішмент, вирощений післявоєнним «відкритим суспільством». Він же заявляв, що в Голокост євреїв в Європі (як і в турецький геноцид вірмен) «жоден мусульманин не вірить».
Ще одна небезпека — проникнення поглядів ревізіоністів Голокосту в маси населення шляхом видання відповідної літератури респектабельними видавництвами. Так, видавництвом «Яуза» (підрозділ «Ексмо») у 2005 році була видана книга Ю. Графа «Голокост. Блеф і правда». Роком раніше та ж «Яуза» випустила книгу Ю. Мухіна «Таємниці єврейських расистів», що оповідає про начебто змову сіоністів і нацистів.
Завдяки марці видавництва «Ексмо» книги Ю. Графа та Ю. Мухіна потрапили в найбільші книжкові магазини та інтернет-магазини.